# Jan Catharinus Schüller
Jan Catharinus Schüller (Ambon, 17 april 1871 - Nunspeet (gemeente Ermelo) 13 januari 1915) was een Nederlandse kunstschilder, etser, tekenaar en kunsthandelaar.

## Leven en werk
Schüller was een zoon van Jan Alettus Schüller en Catharina Jacoba Moritz. Zijn gelijknamige kunsthandel was gevestigd in Den Haag aan het Plein. Zijn kunsthandel organiseerde tentoonstellingen van kunstschilders als Jan Mankes en Willy Sluiter. Schüller woonde zelf aan de Laan van Meerdervoort. Schüller vertegenwoordigde de Nederlandse kunsthandelaren op de wereldtentoonstelling in St. Louis.
Schüller heeft vanaf 1909 tot aan zijn dood in 1915 de kunstschilder Jan Mankes gesteund door werken aan te kopen en tentoonstellingen te organiseren. Jan Mankes werd via Schüller in contact gebracht met A.A.M. Pauwels, een sigarenfabrikant uit Den Haag, met wie Mankes een jarenlange briefwisseling heeft onderhouden. De laatste periode van zijn leven verbleef Schüller in sanatorium Erica in Nunspeet vanwege tuberculose. In oktober 1914 heeft hij hier nog bezoek gehad van Jan Mankes, die kort daarna zelf ook met deze ziekte besmet raakte.